# 釈円栄朝
釈円 栄朝（しゃくえん えいちょう）は、鎌倉時代前期の臨済宗・天台密教の僧。

## 経歴・人物
上野国那波郡に生まれる。武蔵国慈光寺の厳耀に師事して得度し、聖豪らから顕密二教を修め、明菴栄西より臨済禅・台密の印可を受ける。世良田義季の後援を得て、承久年間に上野世良田に長楽寺を開山し、禅・台密を関東にひろめた。